# Яні Туппурайнен
Яні Туппурайнен (фін. Jani Tuppurainen; 30 березня 1980, м. Оулу, Фінляндія) — фінський хокеїст, лівий/правий нападник.   
Вихованець хокейної школи «Кієкко-Кепут». Виступав за «Кієкко-Оулу», «Гоккі» (Каяані), «Кярпят» (Оулу), КалПа (Куопіо), «Фер'єстад» (Карлстад), «Донбас» (Донецьк), ЮІП (Ювяскюля), «Юкуріт» і «Гренобль».
В чемпіонатах Фінляндії провів 335 матчів (87+127), у плей-оф — 51 матч (11+18). В чемпіонатах Швеції — 13 матчів (4+4), у плей-оф — 12 матчів (1+3).
У складі національної збірної Фінляндії учасник чемпіонату світу 2012 (2 матчі, 0+1).
Досягнення
- Чемпіон Фінляндії (2009, 2012), срібний призер (2003), бронзовий призер (2010).